# Paranasoona
Paranasoona cirrifrons, és una espècie d'aranya araneomorfa de la subfamília Erigoninae, dins de la família Linyphiidae . És l'únic membre del gènere monotípic Paranasoona.:
És un endemisme de la Xina i Vietnam.
Fou descrit per primera vegada per Stefan Heimer  l'any 1984.